# فرودگاه موتیارا
فرودگاه موتیارا (به انگلیسی: Mutiara Airport) یک فرودگاه همگانی با کد یاتا PLW است که یک باند فرود آسفالت دارد و طول باند آن ۲۰۶۷ متر است. این فرودگاه در شهر پالو کشور اندونزی قرار دارد و در ارتفاع ۸۶ متری از سطح دریا واقع شده‌است.